# Marcin Oko
Marcin Stanisław Oko (ur. 29 grudnia 1952 w Łodzi) – polski kustosz, kurator wystaw i muzealnik. W latach 2013–2016 dyrektor Centralnego Muzeum Włókiennictwa w Łodzi.

## Życiorys
Związany z Centralnym Muzeum Włókiennictwa w Łodzi przez ponad 35 lat. Początkowo pracował jako asystent, z czasem awansował na stanowisko zastępcy dyrektora. W 2013 w związku z rezygnacją ówczesnego dyrektora Norberta Zawiszy, prezydent Łodzi Hanna Zdanowska w wyniku konkursu powołała go na stanowisko dyrektora tej placówki. Przeprowadził wartą 29 mln zł modernizację kompleksu fabrycznego „Białej Fabryki” – siedziby muzeum. Zasiadał także w jury Międzynarodowego Triennale Tkaniny. W 2016 bez podania przyczyny podał się do dymisji i tym samym przestał pełnić funkcję dyrektora muzeum.

## Nagrody
- Brązowy Medal „Zasłużony Kulturze Gloria Artis” (2010)[5]